# Playa de Port Saplaya Norte
La playa de Port Saplaya Norte está ubicada al norte de Port Saplaya, en el término municipal de Alboraya (Valencia, España). Está separada de la playa de Port Saplaya Sur por la entrada del puerto de esta urbanización. Es una playa abierta, protegida de los vientos de poniente por la urbanización, y sus aguas suelen presentar un aspecto limpio. Cuenta con un buen número de servicios y zonas comerciales.
La temporada de baño va del 10 de junio al 10 de septiembre.